# Mario Russo
Pour les articles homonymes, voir Russo.
Mario Russo, né le 22 mars 1926 à Vieste (Pouilles), est un réalisateur, scénariste, producteur, monteur, et compositeur italien.

## Biographie
Russo commence comme acteur en 1948 dans le film de Luigi Comencini De nouveaux hommes sont nés. Il commence deux ans plus tard comme assistant réalisateur pour le cinéma italien et, à partir de 1957, il a été responsable de plusieurs versions italiennes de coproductions italo-hollywoodiennes tournées à Rome. En 1961, il coréalise avec Gianni Proia un documentaire mondo, Tous les plaisirs du monde, qui est la suite des Nuits du monde. Il met en scène une comédie policière intitulée Top Crack (it), dans laquelle l'Anglais Terry-Thomas tient le rôle principal. Son engagement dans le secteur s'achève avec la direction générale de Realtà romanzesca, tourné en 1967.

## Filmographie non exhaustive

### (Co-)réalisateur
- 1957 : Les Sept Collines de Rome (Arrivederci Roma), coréalisé avec Roy Rowland
- 1958 : La Maja nue (La Maja desnuda), coréalisé avec Henry Koster
- 1960 : Un scandale à la cour (Olympia), coréalisé avec Michael Curtiz
- 1961 : Tous les plaisirs du monde (Il mondo di notte numero 2), coréalisé avec Gianni Proia
- 1967 : Top Crack (it)

### Monteur
- 1966 : Karaté à Tanger pour agent Z7 (de) (Rembrandt 7 antwortet nicht...) de Giancarlo Romitelli

### Acteur
- 2023 : Comandante d'Edoardo De Angelis